# Frankfurter Dippemess

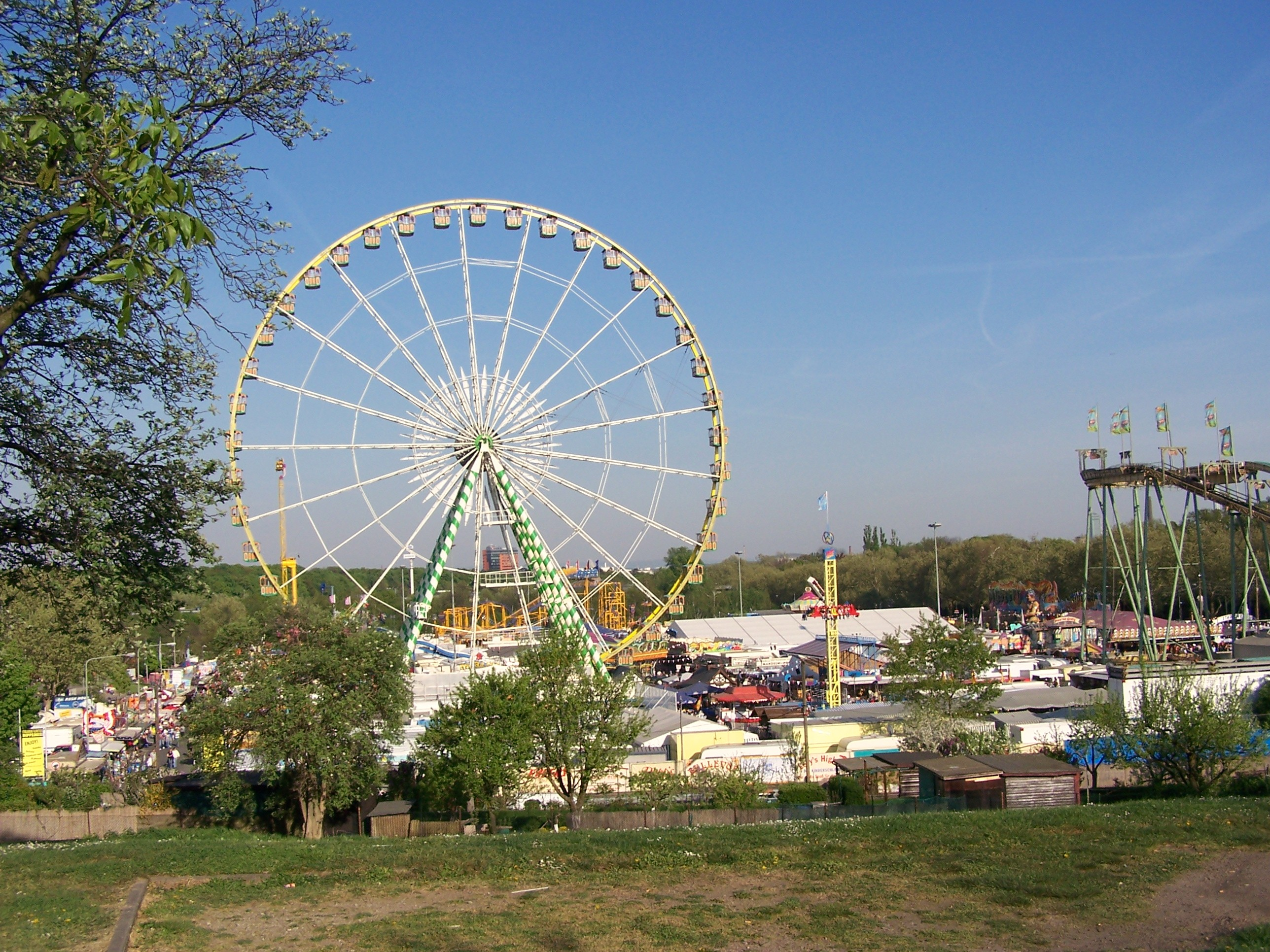
Frankfurter Dippemess am Ratsweg

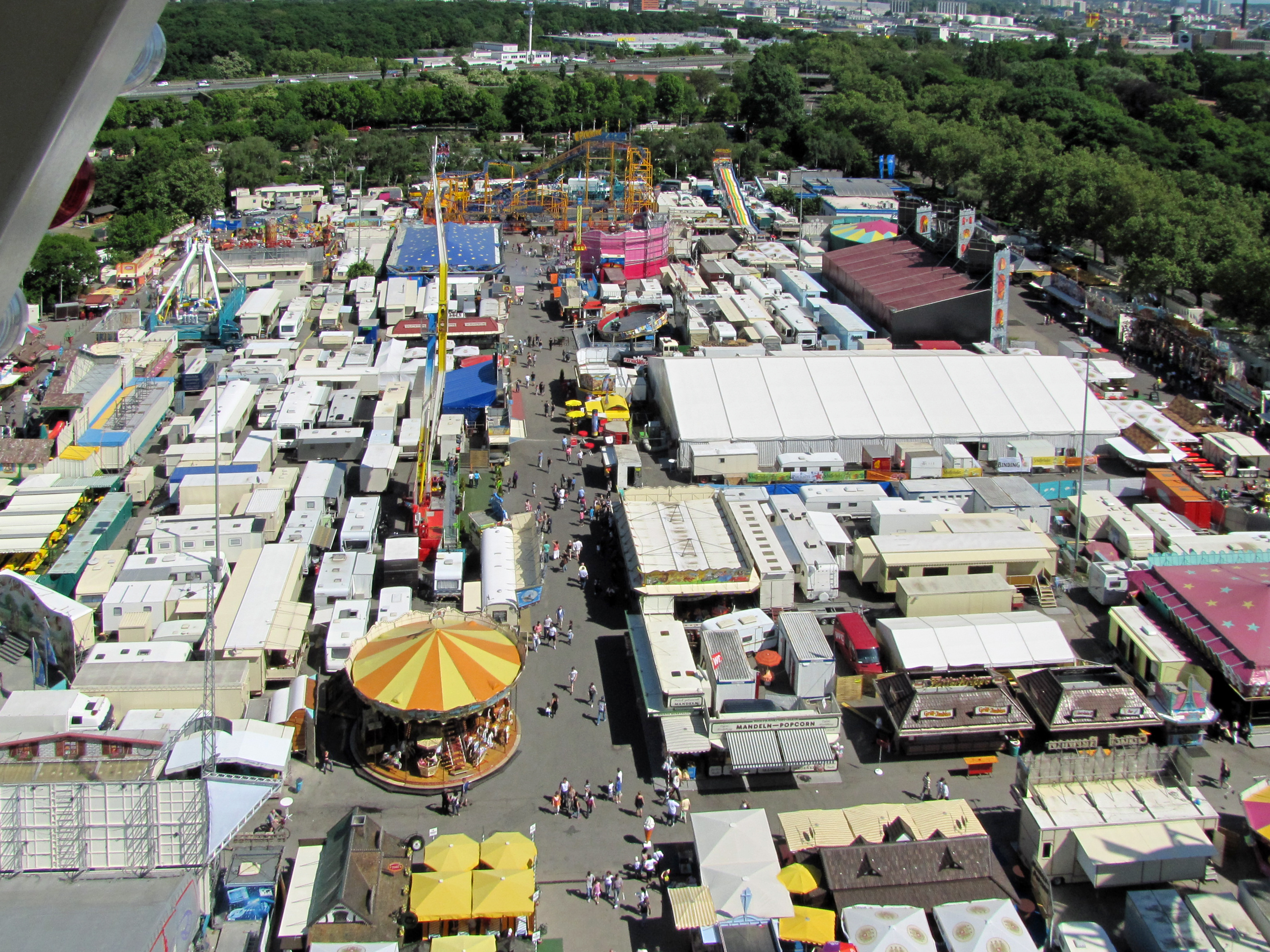
Frühjahr 2011 vom Riesenrad

Weit über die Region hinaus bekannt ist die Frankfurter Dippemess, das größte und älteste Frankfurter Volksfest. Sie wurde bereits im 14. Jahrhundert erstmals schriftlich erwähnt. Seinerzeit war die Maamess („Mainmesse“), wie sie damals genannt wurde, ein mittelalterlicher Verkaufsmarkt für Haushaltswaren aller Art. Töpfer aus dem Westerwald, dem Kannenbäckerland und aus Urberach verkauften hier ihre Erzeugnisse, vor allem ihre Keramikschüsseln und -töpfe, auf Frankfurterisch kurz „Dippe“ genannt, die der Veranstaltung bald ihren Namen gaben.
Im Jahr 1968 musste die Dippemess vom Frankfurter Römerberg auf den Festplatz am Ratsweg unterhalb des Bornheimer Hangs umziehen, da die Fahrgeschäfte der Schausteller in der Frankfurter Altstadt keinen Platz mehr fanden.
Die Dippemess findet zweimal im Jahr – einmal im April für ca. drei Wochen als Frühjahrs-Dippemess  um Ostern und einmal für ca. eine Woche als Herbst-Dippemess Anfang September – auf dem Festplatz am Ratsweg vor der Eissporthalle in der Nähe des Ostparks statt. Die Dippemess im Frühjahr zeichnet sich durch eine bunte Angebotspalette von Fahrgeschäften, gastronomischen Betrieben, Schau- und Spielbetrieben aus. Traditionelle Fahrgeschäfte, wie eine Geisterbahn, sowie diverse Laufgeschäfte bilden jedes Jahr den festen Grundstock der Dippemess. Fester Bestandteil des Volksfestes ist auch ein großes Festzelt, in dem unter anderem Musikdarbietungen angeboten werden. Seit 2010 findet sie im Herbst als eine Veranstaltung mit familiärerem Charakter und weniger Fahrgeschäften statt.
Der Festplatz am Ratsweg ist über den U-Bahnhof Eissporthalle der Linie U7 der U-Bahn Frankfurt und über eine Haltestelle der Linie 12 der Frankfurter Straßenbahn an den öffentlichen Nahverkehr angebunden.
Die Regierungskoalition in Frankfurt hat im Juni 2022 beschlossen den Festplatz am Ratsweg mit der Europäischen Schule zu bebauen, die Dippemess würde dann auf das Gelände am Rebstock umziehen.